# Bothriurus mistral
Espèce
Bothriurus mistral est une espèce de scorpions de la famille des Bothriuridae.

## Distribution
Cette espèce est endémique de la région de Coquimbo au Chili. Elle se rencontre vers Paihuano dans le sanctuaire naturel d'Estero Derecho (es).

## Description
Le mâle holotype mesure 52,10 mm, les mâles mesurent de 47 à 57 mm et les femelles de 49 à 56 mm.

## Systématique et taxinomie
Cette espèce a été décrite par Ojanguren Affilastro, Mattoni, Alfaro et Pizarro-Araya en 2023.

## Étymologie
Cette espèce est nommée en l'honneur de Gabriela Mistral.

## Publication originale
- Ojanguren Affilastro, Benítez, Iuri, Mattoni, Alfaro & Pizarro-Araya, 2023 : « Description of Bothriurus mistral n. sp., the highest-dwelling Bothriurus from the western Andes (Scorpiones, Bothriuridae), using multiple morphometric approaches. » PLOS One, vol. 18, no e0281336, p. 1-19 (texte intégral).